# Кулибали, Танги
Танги́ Кулибали́ (фр. Tanguy Coulibaly; род. 18 февраля 2001, Севр) — французский футболист, вингер клуба «Монпелье».

## Футбольная карьера
Кулибали — уроженец французского города Севр. Занимался футболом в академии французского клуба Пари Сен-Жермен. Вместе с юношеской командой принимал участие в Юношеской лиге УЕФА 2018/2019, сыграл в турнире 7 матчей.
2 июля 2019 году Кулибали перешёл в немецкий клуб «Штутгарт», заключив четырёхлетний контракт. Выступал за вторую команду. 20 октября 2019 года дебютировал в основном составе «Штутгарта» во второй Бундеслиге в поединке против Хольштейна, выйдя на замену на 79-й минуте вместо Силлы Вамангитуки. В сезоне провёл две встречи. Вместе с командой занял второй место и вышел в Бундеслигу.
26 сентября 2020 года дебютировал в Бундеслиге в поединке против «Майнца», выйдя на поле на замену на 82-й минуте вместо Даниэля Дидави.